# Station Chróścice
Station Chróścice is een spoorwegstation in de Poolse plaats Chróścice.